# DAAU
DAAU est un groupe musical belge. Acronyme de « Die Anarchistische Abendunterhaltung! », le nom du groupe est une référence au roman de Hermann Hesse, Le Loup des steppes.

## Historique
DAAU a été fondé à Anvers en 1992 par Roel Van Camp, Han Stubbe, Buni et Simon Lenski. En 2006, Hannes D'Hoine et Geert Budts rejoignent le groupe.
En 2003, le groupe participe à l'album « Barb4ry » d'EZ3kiel et accompagnera la tournée « versus tour », compilé sur le CD « versus Tour live 2004 ».
En 2010, le groupe redevient un quatuor, Buni Lenski et Geert Budts ne participent pas à l'enregistrement de l'album « The Shepherd's Dream ».
En 2013, Simon Lenski quitte à son tour le groupe. Pour la tournée de l'album « Eight Definition » le groupe sera accompagné d'un batteur (Jeroen Stevens ou Steven Cassiers).

## Membres du groupe
- Buni Lenski (violon de 1992 à 2010)
- Simon Lenski (violoncelle de 1992 à 2013)
- Han Stubbe (clarinette depuis 1992)
- Roel Van Camp (accordéon depuis 1992)
- Adrian Lenski (piano de 2000 à 2003)
- Janek Kowalski (batterie de 2001 à 2002)
- Fré Madou (contrebasse de 2004 à 2006)
- Geert Budts (batterie de 2004 à 2010)
- Hannes D'Hoine (contrebasse depuis 2006)

## Discographie
- 1995 : Die Anarchistische Abendunterhaltung
- 1998 : We need new animals
- 2001 : Life transmission
- 2002 : Richard of York gave battle in vain
- 2004 : Ghost Tracks
- 2004 : Tub gurnard goodness
- 2005 : Live 2005
- 2006 : Domestic wildlife
- 2008 : Live 2008 - Sverige
- 2010 : The Shepherd's Dream
- 2013 : Eight Definitions